# The Bible: In the Beginning
The Bible: In the Beginning (Italiaans: La Bibbia) is een Amerikaans-Italiaanse sandalenfilm uit 1966 onder regie van John Huston. De filmmuziek werd genomineerd voor zowel een Oscar als een Golden Globe.

## Verhaal
De film vertelt de eerste 22 hoofdstukken van het Bijbelboek Genesis. Zo worden onder meer de verhalen van Adam en Eva, Kaïn en Abel, de ark van Noach, de toren van Babel en het offer van Isaak uitgebeeld.

## Rolverdeling
| Acteur               | Personage            |
| -------------------- | -------------------- |
| Michael Parks        | Adam                 |
| Ulla Bergryd         | Eva                  |
| Richard Harris       | Kaïn                 |
| John Huston          | Noach                |
| Stephen Boyd         | Nimrod               |
| George C. Scott      | Abraham              |
| Ava Gardner          | Sara                 |
| Peter O'Toole        | De drie engelen      |
| Zoe Sallis           | Hagar                |
| Gabriele Ferzetti    | Lot                  |
| Eleonora Rossi Drago | Vrouw van Lot        |
| Franco Nero          | Abel                 |
| Pupella Maggio       | Vrouw van Noach      |
| Robert Rietty        | Bediende van Abraham |
| Peter Heinze         | Sem                  |